# Cantó d'Orléans-La Source
El cantó d'Orléans-La Source és un cantó francès del departament de Loiret, situat al districte d'Orleans. Compta amb part del municipi d'Orleans.

## Municipis
Ocupa el barri de La Source, al sud d'Orleans:

## Història
| Data d'elecció                           | Identitat           | Partit | Qualitat |
| ---------------------------------------- | ------------------- | ------ | -------- |
| 1976-2008                                | Jean-Pierre Delport | PS     |          |
| 2008-                                    | Michel Ricoud       | PCF    |          |
| les dades anteriors no són pas conegudes |                     |        |          |
|                                          |                     |        |          |

## Demografia
| A partir de 1990: Població sense dobles comptes |